# Зороастр (танкер)

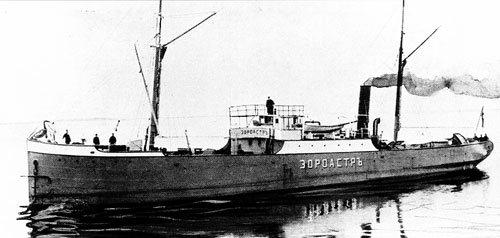
Зороастр (танкер).

Зороастр — перший у світі залізний танкер-пароплав «Зороастр» збудований 1877 р. на шведській судноверфі на кошти братів Нобелів. Цей танкер, який Л. Нобель розробив у Швеції, в Гетеборзі разом зі Свеном Алмквістом (Sven Almqvist) і започаткував наливний спосіб перевезення нафти та нафтопродуктів.
Зороастр вміщував 242 довгих тонни гасу в двох сталевих танках з'єднаних трубами. Один танк був на носі судна, машинне відділення на міделі, а інший танк на кормі. Танкер також мав набір з 21 вертикального водонепроникного відсіку для додаткової плавучості. Максимальна довжина судна дорівнювала 56 м (184 фути), ширина 8,2 м (27 футів), і осадка 2,7 м (9 футів). На відміну від інших танкерів Нобеля, «Зороастр» був побудований досить маленьким, щоб ходити від Швеції до Каспійського моря шляхом Балтійського моря, Ладозького озера, Онезького озера, Рибінського і Маріїнського каналів і по Волзі.

## Історія
Людвіг Нобель, який використовував ліцензію на розробку джерел бакинської нафти з 1874 року, доручив верфі Motala Varv у Норчепінгу (Швеція) побудувати новий тип танкера для транспортування нафти у вигляді рідкої маси для внутрішніх перевезень. Каспійське море.
Потім верф спроєктувала пароплав Zoroaster з 21 вбудованою циліндричною цистерною та системою котлів, що працюють на мастилі, розташованих посередині корабля. Після будівництва в Швеції судно спочатку було розібрано, а потім транспортовано на секції внутрішніми баржами через канали та Волгу (>3000 км по прямій) до Баку, де його було зібрано та введено в експлуатацію. Пізніше вертикальні резервуари-цистерни були видалені, машинне відділення було закрито заповненими водою коффердамами, і більша частина корабельного простору, за винятком подвійного дна, використовувалася як резервуар. Таким чином на кораблі було зроблено один із вирішальних кроків суднобудування для будівництва пізніших сучасних нафтових танкерів.
Плани будівництва «Зороастра» стали однією з основ головного шведського військово-морського інженера на верфі Мотала С. Алквіста для будівництва пізніших танкерів, таких як «Мойсей» або «Петролеа».
Zoroaster служив компанії Branobel близько 30 років як внутрішній танкер між Баку та Астраханню на Волзі .
Зороастер, затонулий після Другої світової війни, з тих пір служив основою головного поселення міста нафтової платформи Нефт Дасларі.